# Schaprode
Schaprode település Németországban, Mecklenburg-Elő-Pomeránia tartományban. Lakosainak száma 428 fő (2023. december 31.).

## Népesség
A település népességének változása:
| Lakosok száma | 433  | 431  | 430  | 432  | 428  |
|               | 2017 | 2019 | 2021 | 2022 | 2023 |